# Agencia de Medio Ambiente y Agua de Andalucía
La Agencia de Medio Ambiente y Agua de Andalucía es una agencia pública empresarial, adscrita a la Consejería de Agricultura, Pesca y Medio Ambiente de la Junta de Andalucía, que ejecuta las políticas de la Junta en materia de medio ambiente, el agua, el desarrollo sostenible y el territorio.

## Historia
La Agencia es fruto de la reordenación del sector público de la Junta de Andalucía. Sucede a título universal a la Empresa de Gestión Medioambiental S.A., EGMASA, en todas sus relaciones jurídicas, derechos y obligaciones, quedando esta última extinguida. Los estatutos de la Agencia, aprobados por Decreto 104/2011 de 19 de abril, establecen la organización y el régimen jurídico y de funcionamiento de la Agencia.